# Apollo Granforte
Apollo Granforte (20 de juliol de 1886, Legnago - 11 de juny de 1975, Milà) va ser un baríton ítalo-argentí de gran actuació en el període d'entreguerres.

## Vida i carrera
Va debutar com a tenor al seu poble natal el 1905 com a Arturo a Lucia di Lammermoor. Granforte va emigrar a l'Argentina, on va treballar com a ferrer i va estudiar amb Guido Capocci a Buenos Aires. Va debutar al Teatro Politeama de Rosario, com a Germont, el 1913. Va realitzar una intensa activitat en teatres de l'Argentina i en el Teatro Solís de Montevideo. El 1929 va debutar al Teatro Colón de Buenos Aires, en aquesta única temporada va cantar a Tosca, Andrea Chenier, I Pagliacci, Rigoletto, Lohengrin i l'estrena mundial de El Matrero de Felipe Boero. El 1921, va debutar a La Scala de Milà, a Parsifal i el 1924, va formar part de la gira per Austràlia de Nellie Melba. Va cantar diverses temporades al Gran Teatre del Liceu de Barcelona.
Granforte va ser un dels més destacats barítons verdians i del verisme, va cantar Wagner i l'estrena de Nerone de Mascagni el 1935. Es va retirar el 1943 en l'òpera Fedra d'Ildebrando Pizzetti al costat d'Iva Pacetti, a Trieste. En retirar-se va ensenyar en el Conservatori d'Ankara, i després a Praga i Milà. Va ser el mestre del baix Raffaele Arié i de la soprano turca Leyla Gencer.